# Pedro José Ramírez Codina
Pedro José Ramírez Codina (Logronyo, 1952) és un periodista espanyol, conegut com a Pedro J. Ramírez. Fou director del diari El Mundo des de la seva fundació fins que en fou destituït el 2 de febrer de 2014. És tertulià habitual de diversos programes de televisió i ràdio. Avui dia és un dels fundadors i el director del diari El Español.

## Carrera professional

### Joventut i formació
Pedro J. Ramírez va estudiar educació primària i secundària en el col·legi dels Germans Maristes de Logronyo durant tretze anys. Va cursar primer de dret alhora que estudiava periodisme a la Universitat de Navarra, finalitzant aquesta segona carrera. El 1973 es va mudar als Estats Units per exercir durant el curs 1973-1974 com a professor de literatura espanyola contemporània al Lebanon Valley College (Pennsilvània), que el 1996 el nomenaria doctor honoris causa.

### Inicis professionals
Entre 1975 i 1980 va treballar a l'ABC i el 17 de juny de 1980, amb vint anys, va ser nomenat director de Diario 16, que travessava en aquell moment per serioses dificultats. Sota la seva direcció no només va evitar el temut tancament, sinó que el diari es va convertir en un dels tres grans de tirada arreu d'Espanya.
En 1986 va ser nomenat director de publicacions del Grupo 16. Va ser elegit president a Espanya de l'Institut Internacional de Premsa i el setembre de 1988 va ser nomenat membre del seu comitè executiu. El 8 de març de 1989 va cessar del seu càrrec de director de Diario 16, segons les seves declaracions, per negar-se a silenciar l'estreta vinculació entre els GAL i el govern de Felipe González, que finalment quedaria provada.
La seva trajectòria al capdavant de Diario 16 es va veure enfosquida per nombrosos processos per les injúries, falsedats i calúmnies carregades contra ell i contra el diari. La més greu, sentenciada pel Tribunal Suprem el 4 d'octubre de 1993, el condemnava personalment a una pena de privació de llibertat i inhabilitació per a l'exercici de la professió periodística. Aquesta sentència va ser recorreguda per Pedro J. Ramírez i alguns dels condemnats davant el Tribunal Constitucional, que el 14 d'octubre de 1998 va confirmar-la en tots els seus extrems (Sala Segona, sentencia 200/1998), denegant l'empara sol·licitada pel periodista.

### El Mundo

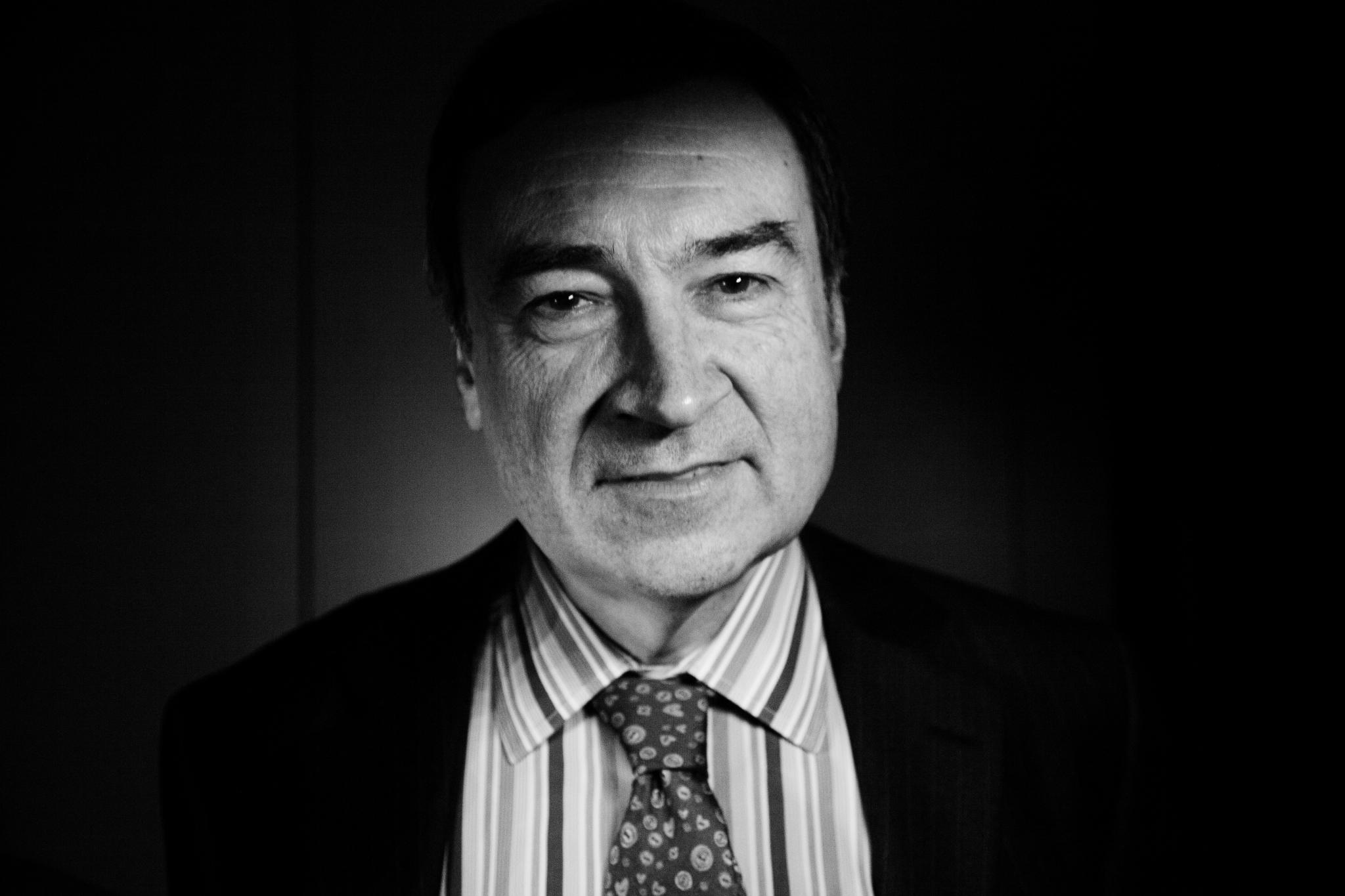
Retrat de Pedro J. Ramírez, el 2014

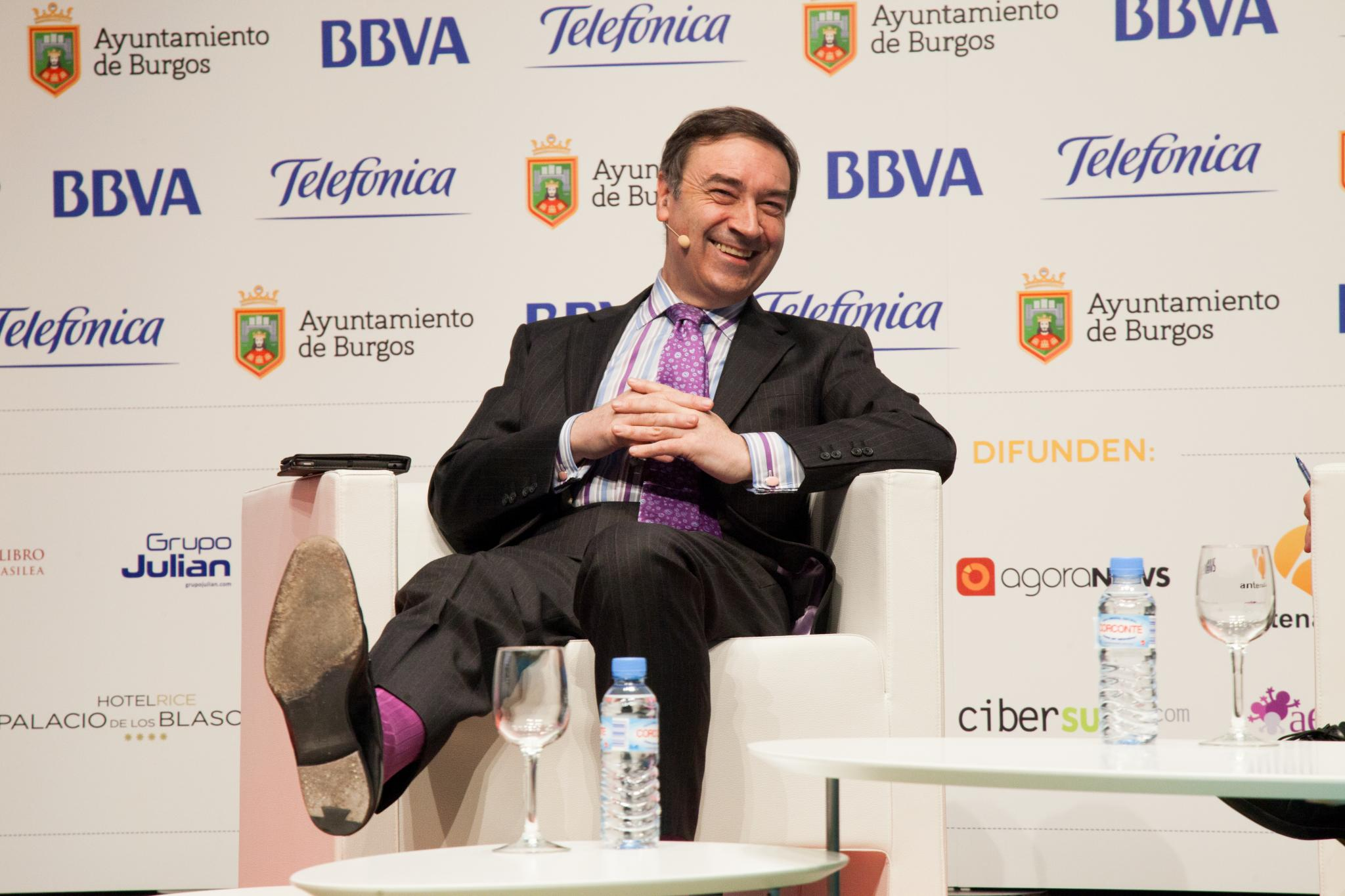
Pedro J. Ramírez, el 2014

El 23 d'octubre de 1989, set mesos després de ser destituït de Diario 16, va fundar, al costat d'Alfonso de Salas, Balbino Fraga i Juan González el diari El Mundo del siglo XXI, que es defineix com de tendència liberal, i que una dècada després s'ha convertit en un dels diaris de major tirada d'Espanya.
Durant la dècada del 1990, El Mundo va destacar per les seves investigacions sobre els escàndols de corrupció dels successius governs socialistes i també, especialment, en les seves revelacions exclusives sobre els Grups Antiterroristes d'Alliberament (GAL), en el qual es va demostrar judicialment que funcionaris del govern espanyol havien organitzat un grup armat per assassinar membres d'ETA.
El juliol de 2005 es va obrir una causa contra ell per negar-se a lliurar al jutge Juan del Olmo la còpia del sumari del judici per l'atemptat de Madrid de l'11 de març de 2004 que obrava en el seu poder. El 13 de setembre del mateix any, la causa va ser arxivada basant-se en l'article 20 de la Constitució que, establint el dret a informar lliurement, empara l'actitud del periodista.
A partir de setembre de 2010 va començar a presentar el programa de televisió La vuelta al mundo de VEO7. Així mateix, ha estat tertulià habitual de diferents programes de televisió com el programa matinal diari de la cadena COPE i el programa setmanal de Televisió Espanyola 59 segundos.
En els seus últims anys com a director va promoure el llançament d'Orbyt, una plataforma digital de continguts de pagament, i El Mundo de La Tarde, un diari digital vespertí. També va mantenir el seu perfil d'investigació de casos de corrupció, com el presumpte finançament il·legal del Partit Popular o el cas Nóos, que afectava la infanta Cristina de Borbó i Grècia.
El 30 de gener de 2014 va ser destituït com a director d'El Mundo, passant a ser un col·laborador del diari. Va ser succeït en la direcció per Casimiro García-Abadillo. Pedro J. Ramírez es va mostrar crític amb el seu cessament, arribant a afirmar que la seva sortida d'El Mundo es devia a «pressions dels poders», «després d'una brutal campanya del govern».

### El Español
L'1 de gener de 2015 Pedro J. Ramírez va presentar El Español, un nou diari digital que es va estrenar l'octubre de 2015. Des de l'11 de gener El Español comptava amb un blog per presentar com seria el nou mitjà.

## Obra literària

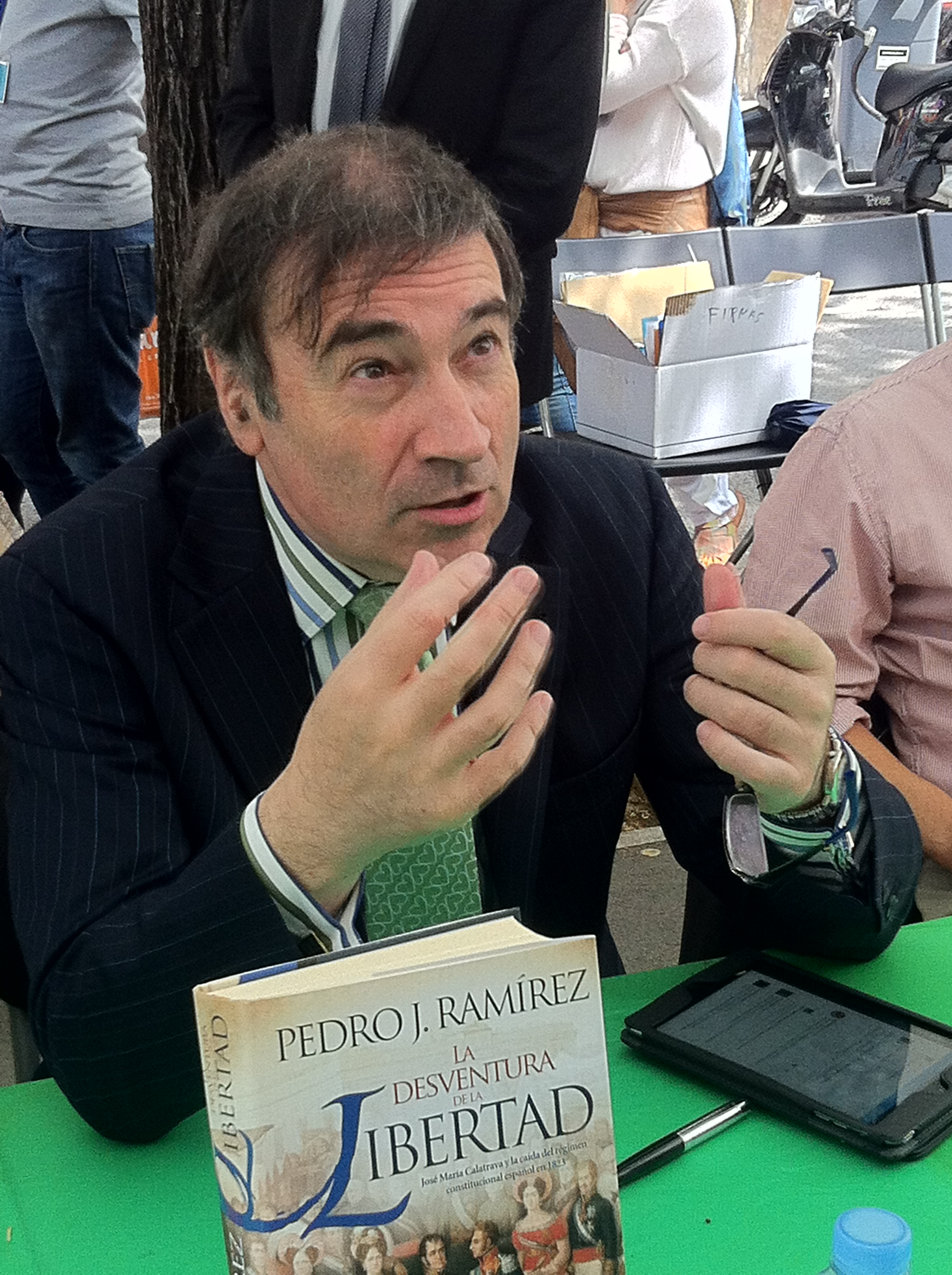
Pedro J. Ramírez presentant el seu llibre La desventura de la libertad durant la Diada de Sant Jordi de 2014

- Pedro J. Ramírez presentant el seu llibre La desventura de la libertad durant la Diada de Sant Jordi de 2014Así se ganaron las elecciones. (1979) ISBN 978-84-320-0288-5 i ISBN 978-84-287-0488-5
- Prensa y libertad. (1980) ISBN 978-84-7209-104-7
- Todo un rey. (1981) (en col·laboració amb els periodistes Pilar Cernuda, José Oneto i Ramón Pi) ISBN 978-84-85861-01-9, ISBN 978-84-226-1300-8 i ISBN 978-84-226-1804-1
- El año que murió Franco. (1985) ISBN 978-84-01-33285-2
- La rosa y el capullo: cara y cruz del felipismo. (1989) ISBN 978-84-320-7542-1
- El mundo en mis manos. (1991) ISBN 978-84-253-2248-8
- España sin proyecto: la década felipista. (1993) ISBN 978-84-460-0205-5
- David contra Goliat: jaque mate al felipismo. (1995) ISBN 978-84-7880-539-6
- Amarga victoria: la crónica oculta del histórico triunfo de Aznar sobre González. (2000) ISBN 978-84-08-03653-1 i ISBN 978-84-9734-427-2
- El desquite: los años de Aznar (1996-2000). ISBN 978-84-9734-181-3
- Mis 100 mejores cartas del director: 25 años en la vida de España (1980-2005). ISBN 978-84-9734-329-9
- El primer naufragio. (2011) ISBN 978-84-9970-080-9
- La desventura de la libertad. (2014) ISBN 978-84-9060-123-5

## Premis i reconeixements
- 1981. Oscar d'Or de la Comunicació al millor home de la informació
- 1983. Millor periodista de l'any (Tertúlia de ràdio Mundo Abierto)
- 1983. Premi Llibertat com a director de "Diario 16" (Club Liberal 1812)
- 1984. Premio Liderman al millor director de diari.
- 1991. Premi Víctor de la Serna a la millor tasca periodística (Associació de la Premsa de Madrid)
- 1992. Premi Mariano José de Larra (Tertúlia Mundo Abierto)
- 1995. Premi Llibertat d'expressió (Fundació León Felipe)
- 1998. Medalla de La Rioja (Govern de La Rioja)
- 2006. Premi Montaigne (Universitat de Tubinga, Alemanya)
- 2007. Premi Internacional de Periodisme Isaiah Berlin